# خاطفات الذباب
مذبابيَّات أو خاطفات الذباب أو صائدات الذباب أو هازجات العالم القديم أو خاطفات الذباب العالم القديم (الاسم العلمي: Muscicapidae) (بالإنجليزية: Old World flycatcher) هي فصيلة من الطيور تتبع رتبة العصفوريات من طائفة الطيور. وهي فصيلة كبيرة من العصفوريات الصغيرة تقتصر في الغالب المقصورة في وجودها على العالم القديم (أوروبا وأفريقيا وآسيا). وتُعتبر هذه الطيور آكلات الحشرات صغيرة تسكن الأشجار بشكلٍ أساسي، وكما يوحي اسمها، فإن الكثير منها يصطاد فرائسه أثناء الطيران.

## خصائص خاطفات الذباب
تتفاوت درجة ظهور هذه الطيور بصورةٍ كبيرة، لكن أغانيها بصفةٍ عامة تأتي ضعيفة أما صوتها فيكون خشنًا. وهي طيور صغيرةٌ إلى متوسطةٍ في الحجم، ويتراوح طولها ما بين تسعة إلى اثنين وعشرين سنتيمترًا. وكثير من هذه الأنواع لونها بني باهت، لكن ريش بعضها من الممكن أن يكون أكثر إشراقًا، خاصةً عند الذكور. إن مناقيرَ معظم هذه الطيور عريضةٌ ومسطحة كي تتلاءم مع اصطياد الحشرات في الجو، على الرغم من أن الأنواع القليلة من هذه الطيور التي تبحث عن طعامها في الأرض تكون مناقيرها عادةً أدق.
تعيش طيور صائدة ذباب العالم القديم تقريبًا في كل بيئة توفر قدرًا كافيًا وملائمًا من الأشجار، من أول الغابات الكثيفة ملتفة الأشجار وحتى المناطق المفتوحة منخفضة الأشجار، كما تعيش في الغابات الجبلية للـهيمالايا. كلما تهاجر الأنواع الشمالية في الشتاء باتجاه الجنوب، فهي بذلك تضمن لنفسها غذاءً مستمرًا من الحشرات.
يختلف شكل الأعشاش حسب كل نوع، فإما أن تكون على شكل فناجين جيدة البناء موضوعة على شجرة أو على حافة جُرُف، أو أن يكون العش ببساطة مُبطَّنًا بداخل فجوة شجرة موجودة مُسبقًا. وتميل الأنواع التي تعشش في فجوات الأشجار إلى وضع قوابض أكبر، بمتوسط ثماني بيضات بدلاً من اثنين إلى خمس.

## النظاميات
تتبع هذه المقالة دليل طيور العالم في إدراجها للأنواع الصغيرة التي تتغذى من الأرض شبيهة طائر أبو بليق، والتي كان يتم تصنيفها مُسبقًا مع طيور الـسمنة من فصيلة السمان، في هذه المجموعة. وجدت الدراسات الكيميائية الحيوية الحديثة أنواعًا معينة من طيور السمنة التقليدية ومنها: (سمنة الصخور (Monticola),وسمنة صافرة,وقصير الأجنحة,وAlethe) هنا في فصيلة هازج العالم القديم (Muscicapidae). وعلى العكس، تنتمي طيور الكراندالا (Grandala) وCochoa من الأنواع الآسيوية المُعايشة للصخور إلى طيور السمنة، لكن هناك خلافٌ حول ذلك.
ربما يكون تقسيم فصيلة خاطفات الذباب إلى أسرتين أمرًا زائفًا؛ حيث إن بعض الأنواع الموجودة داخل فُصيلَة واحدة تكون أقرب إلى أعضاء أسرة أخرى والعكس صحيح. ولأن العلاقات الدقيقة لأعضاء الفصيلة قد تم استنباطها، لذا فإن البنية التصنيفية الداخلية في حاجةٍ إلى مراجعة جذرية.

## الترتيب التصنيفي
فيما يلي قائمة بـأنواع خاطفات الذباب مُقدمة حسب الترتيب التصنيفي.
خاطفات الذباب
- أسرة مجانسات خاطف الذبابMuscicapinae - طيور صائدة ذباب العالم القديم نموذجية
  - جنس Empidornis
    - الطائر الفضي, Empidornis semipartitus

  - جنس Bradornis - أربعة أنواع.
  - جنس Melaenornis  - سبعة أنواع.
  - جنس Fraseria  - نوعان.
  - جنس Sigelus 
    - Fiscal Flycatcher, Sigelus silens

  - جنس Rhinomyias  - أحد عشر نوعًا.
  - جنس موسيكابا - أربعة وعشرون نوعًا.
  - جنس Myioparus  - نوعان.
  - جنس Humblotia 
    - Grand Comoro Flycatcher, Humblotia flavirostris

  - جنس Ficedula .ثلاثون نوعًا (تبدو معايشة للصخور (saxicoline), ومرتبطة بـTarsiger).
  - جنس Cyanoptila  -
    - خاطف الذباب الأزرق, Cyanoptila cyanomelana

  - جنس Eumyias  - خمسة أنواع.
  - جنس Niltava  - ستة أنواع.

- - جنس Cyornis  - تسعة عشر جنسًا.

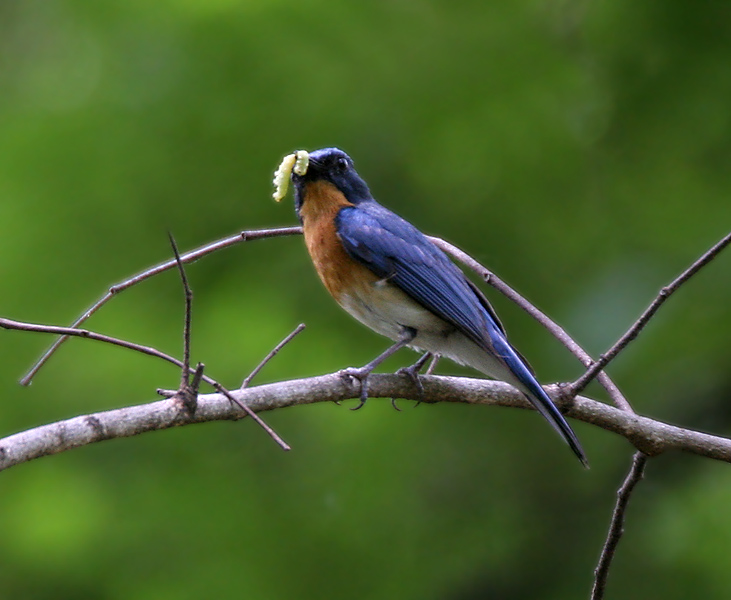
Tickell's Blue Flycatcher Cyornis tickelliae - ويبحث الذكور منها على الغذاء عند تلال أنانثاجيري, في رانجاردي بولاية أندرا برديش, في الهند.

  - جنس Muscicapella - ويرتبط إلى حدٍ كبير بنوعي Ficedula وينبغي وضعه في ذلك الجنس
    - Pygmy Flycatcher, Muscicapella hodgsoni

  - جنس Culicicapa  - نوعان.
- أسرة القليعاوات - طيور أبو بليق وطيور allies (وكانت سابقًا في سمنة)
  - جنس Tarsiger, طائر أبو حناء الشجيرات (خمسة أنواع)
  - جنس لوسينيا (أحد عشر نوعًا) - شبه عرق
  - جنس أبو الحناء (ثلاثة أنواع) - شبه عرق
  - جنس أبو الحناء أبيض الحنجرة, أبو الحناء ذو الحلْق الأبيض
  - جنس قليعي, أبو بليق الشجيرات (bushchats) وأبو بليق الحجر (stonechats) (أربعة عشر نوعًا)
  - جنس سمنة الصخور (جنس): طيور سمنة الصخور (ثلاثة عشر نوعًا، وتشمل Pseudocossyphus)
  - جنس Pogonocichla, أبو الحناء ذو النجوم البيضاء
  - جنس Swynnertonia, أبو حناء Swynnerton
  - جنس Stiphrornis, طيور أبو حناء الغابة (من واحد إلى خمسة أنواع، حسب التصنيف)
  - جنس Xenocopsychus, Angola Cave Chat

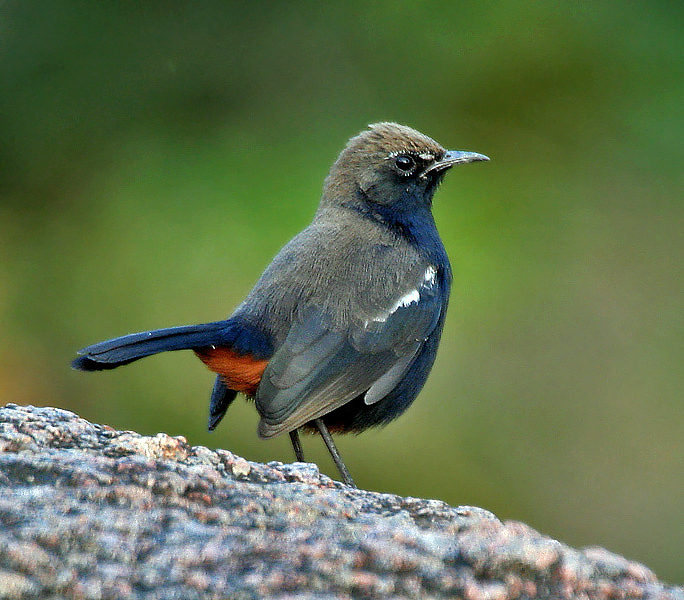
أبو الحناء الهندي Saxicoloides fulicata

- - جنس Saxicoloides, أبو الحناء الهندي
  - جنس Myiomela (أربعة أنواع)
  - جنس Cinclidium, أبو الحناء ذو الجبهة الزرقاء
  - جنس Namibornis, Herero Chat
  - جنس أبلق (تسعة أنواع)
  - جنس Myrmecocichla (سبعة أنواع)
  - جنس Thamnolaea, cliff chats (نوعان)
  - جنس Pinarornis, Boulder Chat
  - جنس أكالات, أكالاتs (تسعة أنواع)
  - جنس Cossyphicula, White-bellied Robin-chat - قد ينتمي إلى Cossypha
  - جنس Cossypha, robin-chats (أربعة عشر نوعًا)
  - جنس Cichladusa, طيور سمنة النخيل (ثلاثة أنواع)
  - جنس Cercotrichas, scrub robins أو أبو بليق الشجيرات (bush chats) (أحد عشر نوعًا) - ربما muscicapine
  - جنس Copsychus, magpie-robins أو shamas (سبعة أنواع) - ربما muscicapine
  - جنس الحميراء (أحد عشر نوعًا)- يشكِّل فرعًا حيويًا مدعومًا جيدًا وبه النوعان التاليان
  - جنس Chaimarrornis, White-capped Redstart - شبه عرق ومعه بعض الحميراء
  - جنس حميراء (نوعان) - شبه عرق ومعه بعض الحميراء
  - جنس الكراندالا (Grandala), Grandala
  - جنس شوكي الذيل, شوكي الذيلs (سبعة أنواع)
  - جنس أبلق مخطط برتقالي, Buff-streaked Chat
  - جنس الأبلق, طيور المخضرم (حوالي عشرين نوعًا)
  - جنس Trichixos, Rufous-tailed Shama
- Aberrant redstart, تحديد الفُصيلة لم يتم بشكلٍ كامل
  - جنس Hodgsonius, White-bellied Redstart

## وصلات خارجية
- [<a href="http://ibc.lynxeds.com/family/tyrant-flycatchers-tyrannidae">http://ibc.lynxeds.com/family/tyrant-flycatchers-tyrannidae</a> Old World flycatcher videos] on the Internet Bird Collection
- Chisholm, Hugh, ed. (1911). "Flycatcher" . Encyclopædia Britannica (بالإنجليزية) (11th ed.). Cambridge University Press.